# Station Ciranjang
Ciranjang is een spoorwegstation in de Indonesische provincie West-Java.

## Bestemmingen
- Siliwangi, naar Sukabumi